# Liste der Monuments historiques in Catenoy
Die Liste der Monuments historiques in Catenoy führt die Monuments historiques in der französischen Gemeinde Catenoy auf.

## Liste der Bauwerke
| Bezeichnung           | Beschreibung              | Standort | Kennzeichnung | Schutzstatus | Datum | Bild           |
| --------------------- | ------------------------- | -------- | ------------- | ------------ | ----- | -------------- |
| Kirche St-Vaast       | Erbaut im 12. Jahrhundert | (Lage)   | PA00114564    | Classé       | 1913  | weitere Bilder |
| Oppidum du Camp César |                           |          | PA00114565    | Inscrit      | 1988  |                |

## Liste der Objekte
| Bezeichnung                    | Beschreibung                                                 | Standort                      | Kennzeichnung | Schutzstatus | Datum | Bild           |
| ------------------------------ | ------------------------------------------------------------ | ----------------------------- | ------------- | ------------ | ----- | -------------- |
| Skulptur Madonna mit Kind      | Stein, polychrom gefasst, zweite Hälfte des 14. Jahrhunderts | in der Kirche St-Vaast (Lage) | PM60000444    | Classé       | 1912  | weitere Bilder |
| Skulptur eines Propheten       | Kalkstein, Mitte des 14. Jahrhunderts (?)                    | in der Kirche St-Vaast (Lage) | PM60000445    | Classé       | 1912  |                |
| Skulptur des Erzengels Michael | Eichenholz, 16. Jahrhundert (?)                              | in der Kirche St-Vaast (Lage) | PM60000447    | Classé       | 1912  |                |
| Taufbecken                     | Stein, 13. Jahrhundert                                       | in der Kirche St-Vaast (Lage) | PM60000446    | Classé       | 1912  | weitere Bilder |